# تلمبه علی عسکری
تلمبه علی عسکری یک منطقهٔ مسکونی در ایران است که در دهستان کبوترخان واقع شده‌است. تلمبه علی عسکری ۳۴ نفر جمعیت دارد.